# Willem van Nieuwenhoven
Willem van Nieuwenhoven  (Rotterdam, 20 juni 1879 – Laren (Noord-Holland), 9 december 1973) was een Nederlandse kunstschilder, graficus, boekbandontwerper, tekenaar, pentekenaar, etser, lithograaf, aquarellist en miniatuurschilder.

## Leven en werk
Hij was zoon van beeldhouwer Hendricus Gerardus van Nieuwenhoven  (1851-1927) en Maria Christina Snel. Willem is broer van componist Henri van Nieuwenhoven.
Zijn werkzame periode was van ca. 1894 tot 1973, achtereenvolgens in Rotterdam, Heeze (Heeze-Leende), Hilversum en Laren. Hij volgde zijn opleiding aan de Ambachtsschool voor decoratieschilders en kreeg avondlessen op de Rotterdamse Academie onder leiding van A. van Maasdijk. Waarschijnlijk heeft hij ook les gehad van zijn vader. Ook poseerde hij voor zijn zoon Willem van Nieuwenhoven junior die ook een kunstenaarsloopbaan had.
Toen hij in Laren zijn intrek nam, woonde hij op de Lagevuurscheweg. Tegenover die plek kocht hij in 1910 een stuk grond van ca. 4000 m² en liet daar een landhuis met daarachter zijn atelier bouwen, waar hij tot na de oorlog heeft gewoond.
Zijn grootste bekendheid kreeg hij door zijn minutieus geschilderde miniatuurportretten op ivoor. Hij was lid van de Club van 10 van Hamdorff. Hij kreeg twee kinderen. Op hoge leeftijd woonden Willem sr. en zijn vrouw in het Rosa Spierhuis te Laren, waar hij op 9 december 1973 overleed.
Zijn onderwerpen waren voorstellingen van boeren, figuurvoorstellingen, interieurs, landschappen, portretten, stillevens, en zelfportretten in een naturalistische trant. Hij was ook boekbandontwerper onder andere voor het omslag van het boek Op sneeuwschoenen door Groenland voor uitgever J.W. Boissevain in 1921.
Hij was lid van de Vereeniging Sint Lucas in Amsterdam en de Gooische Schildersvereniging.
Willem sr. was getrouwd met Johanna Catharina Maria (Maria) Stempels, schilders van voornamelijk stillevens.